# Petaluridae
Los petalúridos (Petaluridae) son una familia de odonatos anisópteros. Incluye las especies evolutivamente más antiguas de libélulas verdaderas (Anisoptera), con miembros fósiles de tiempos tan primitivos como el Jurásico (alrededor de 150 millones de años de antigüedad).
Los petalúridos modernos incluyen solo 11 especies, una de las cuales, la australiana Petalura ingentissima, presenta los mayores ejemplares de libélula vivos, con una envergadura de alas de hasta 160 mm y una longitud corporal de alrededor de 100 mm. Entre otras especies australianas, se encuentra Petalura gigantea (comúnmente conocida como libélula gigante). En los Estados Unidos existen dos especies, una en cada costa. Las larvas viven principalmente en la rivera de los arroyos, frecuentemente en madrigueras, pero las de la especie del sur de los Estados Unidos Tachopteryx thoreyi aparentemente viven en depresiones bajo las hojas húmedas. El hábitat semiacuático de las larvas hace que este grupo sea único entre las libélulas modernas.

## Curiosidades
En la época del Jurásico, había una libélula llamada Meganeura que medía 70 cm de longitud.
Actualmente, la libélula más rápida del mundo es la Libélula Australiana, capaz de alcanzar los 90 km/h.

## Taxonomía
Se reconocen los siguientes géneros:
- Petalura Leach, 1815
- Phenes Rambur, 1842
- Tachopteryx Uhler in Selys, 1859
- Tanypteryx Kennedy, 1917
- Uropetala Selys, 1858